# Campeonato Mundial de Ginástica Rítmica de 2009
O XXIX Campeonato Mundial de Ginástica Rítmica  foi disputado entre os dias 8 e 13 de setembro de 2009, na Sun Arena, na cidade de Ise, Japão. A competição é organizada pela Federação Internacional de Ginástica (FIG).

## Programação
A seguir está a programação da competição; os horários estão no horário local: +9 (UTC)
7 de setembro
- 10:00 - 18:00: Competição I (corda e arco)

8 de setembro
- 10:00 - 18:00: Competição I (corda e arco)
- 18:30 – 19:00: Cerimônia de abertura
- 19:00 – 19:30: Competição III (final individual - corda)
- 19:30 – 20:00: Competição III (final individual - arco)
- 20:00 - 20:15: Cerimônia de premiação (corda e arco)

9 de setembro
- 10:00 - 18:00: Competição I (bola e fita)

10 de setembro
- 10:00 - 18:00: Competição I (bola e fita)
- 18:30 - 19:00: Competição III (final individual - bola)
- 19:00 - 19:30: Competição III (final individual - fita)
- 19:30 - 19:45: Cerimônia de premiação (bola e fita)
- 19:45 - 20:00: Cerimônia de premiação (equipes)

11 de setembro
- 14:30 - 20:30: Competição II (individual geral)
- 20:30 – 20:40: Longines Prize of Elegance
- 20:40 - 21:00: Cerimônia de premiação (individual geral)

12 de setembro
- 10:00 - 14:45: Competição II (grupos)
- 14:45 - 15:00: Cerimônia de premiação (grupos)

13 de setembro
- 15:00 - 15:30: Competição (final - 5 arcos)
- 15:30 - 16:00: Competição (final - 3 fitas + 2 cordas)
- 16:00 - 16:20: Cerimônia de premiação (5 arcos e 3 fitas + 2 cordas)
- 16:20 - 17:30: Cerimônia de encerramento e exibição de gala

## Medalhistas
| Evento                      | Ouro | Ouro    | Prata | Prata   | Bronze | Bronze  |
| Competição por equipes      | |         | |         | |         |
| Equipes detalhes            | RUS Rússia Evgenia Kanaeva Daria Kondakova Daria Dmitrieva Olga Kapranova                                              | 282.175 | BLR Bielorrússia Melitina Staniouta Svetlana Rudalova Liubou Charkashyna                                                       | 262.825 | AZE Azerbaijão Zeynab Javadli Anna Gurbanova Aliya Garayeva                                                                    | 258.525 |
| Finais individuais          | |         | |         | |         |
| Individual geral detalhes   | RUS Evgenia Kanaeva | 113.850 | RUS Daria Kondakova | 113.250 | UKR Anna Bessonova | 110.375 |
| Corda detalhes              | RUS Evgenia Kanaeva | 28.350  | RUS Daria Kondakova | 27.825  | UKR Anna Bessonova | 27.575  |
| Arco detalhes               | RUS Evgenia Kanaeva | 28.325  | RUS Daria Kondakova | 28.225  | BLR Melitina Staniouta | 27.150  |
| Bola detalhes               | RUS Evgenia Kanaeva | 28.575  | AZE Aliya Garayeva | 27.325  | UKR Anna Bessonova | 27.250  |
| Fita detalhes               | RUS Evgenia Kanaeva | 28.000  | UKR Anna Bessonova | 27.900  | BUL Silviya Miteva | 26.850  |
| Grupos                      | |         | |         | |         |
| Grupos detalhes             | ITA Itália Elisa Blanchi Giulia Galtarossa Romina Laurito Daniela Masseroni Elisa Santoni Anzhelika Savrayuk           | 54.400  | BLR Bielorrússia Alesia Babushkina Dzina Haitsiukevich Maryna Hancharova Nastassia Ivankova Kseniya Sankovich Alina Tumilovich | 54.200  | RUS Rússia Uliana Donskova Daria Koroleva Ekaterina Malygina Anastasia Maximova Natalia Pichuzhkina Daria Shcherbakova         | 51.350  |
| 5 arcos detalhes            | RUS Rússia Uliana Donskova Daria Koroleva Ekaterina Malygina Anastasia Maximova Natalia Pichuzhkina Daria Shcherbakova | 27.700  | ITA Itália Elisa Blanchi Giulia Galtarossa Romina Laurito Daniela Masseroni Elisa Santoni Anzhelika Savrayuk                   | 27.275  | BLR Bielorrússia Alesia Babushkina Dzina Haitsiukevich Maryna Hancharova Nastassia Ivankova Kseniya Sankovich Alina Tumilovich | 27.225  |
| 3 fitas + 2 cordas detalhes | ITA Itália Elisa Blanchi Giulia Galtarossa Romina Laurito Daniela Masseroni Elisa Santoni Anzhelika Savrayuk           | 26.650  | BLR Bielorrússia Alesia Babushkina Dzina Haitsiukevich Maryna Hancharova Nastassia Ivankova Kseniya Sankovich Alina Tumilovich | 26.600  | RUS Rússia Uliana Donskova Daria Koroleva Ekaterina Malygina Anastasia Maximova Natalia Pichuzhkina Daria Shcherbakova         | 26.300  |

## Quadro de medalhas

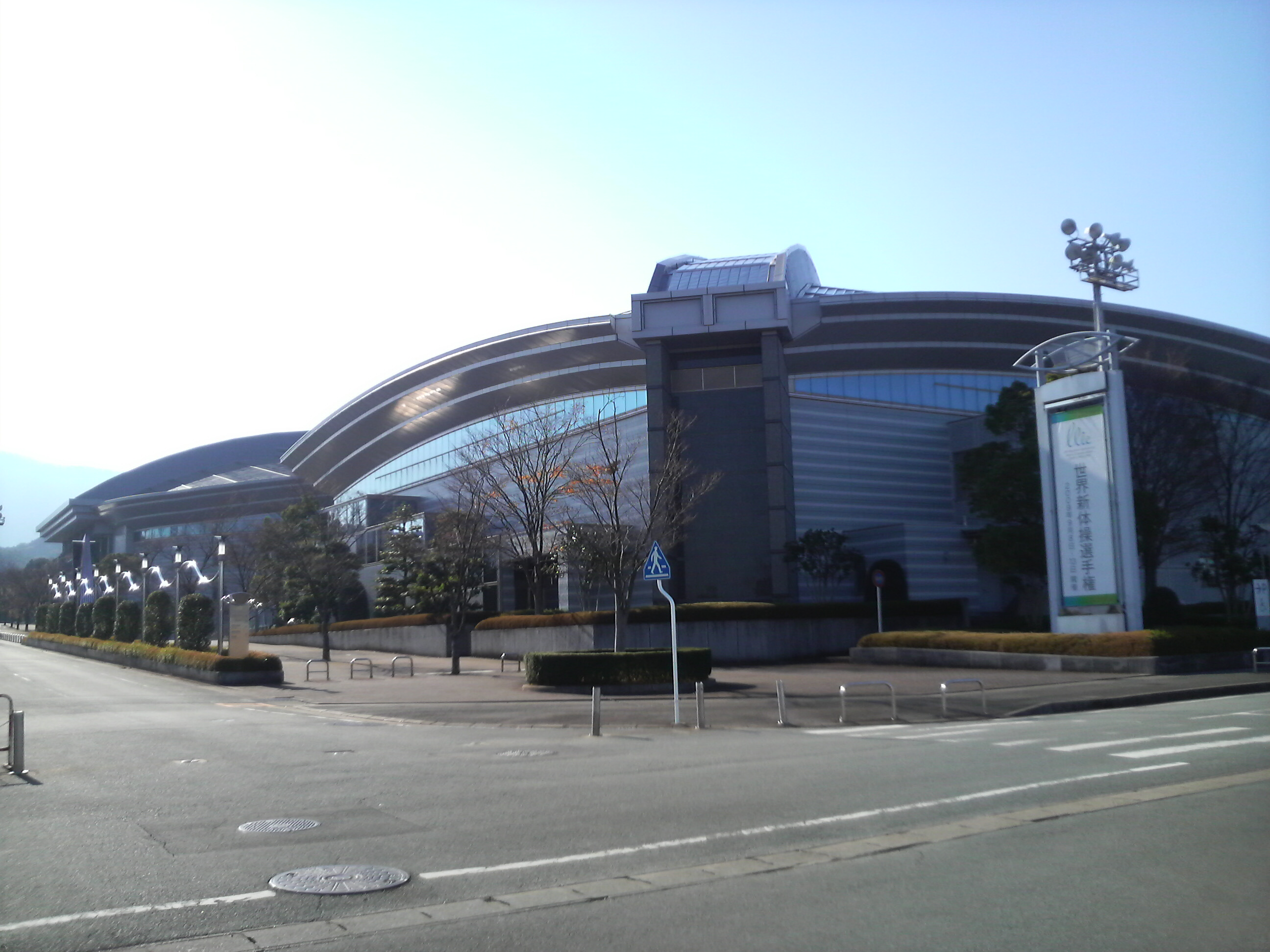
Sun Arena, sede das competições.

| Ordem | País         |   |   |   |    |
| 1     | Rússia       | 7 | 3 | 2 | 12 |
| 2     | Itália       | 2 | 1 |   | 3  |
| 3     | Bielorrússia |   | 3 | 2 | 4  |
| 4     | Ucrânia      |   | 1 | 3 | 4  |
| 5     | Azerbaijão   |   | 1 | 1 | 2  |
| 6     | Bulgária     |   |   | 1 | 1  |